# مدار ۴۹ درجه شمالی
مدار ۴۹ درجه شمالی، دایره‌ای از عرض جغرافیایی است که در ۴۹ درجهٔ شمالی خط استوا قرار دارد.
شهر پاریس در ۹ مایلی جنوب این مدار قرار گرفته است و فرودگاه شارل دوگل پاریس روی این مدار جای دارد.این مدار همچنین از مرکز شهر کارلسروهه آلمان می‌گذرد.
در آمریکای شمالی بیشتر مرز کانادا-ایالات متحده آمریکا (پیش از استقلال کانادا، مرز آمریکا و بریتانیا) بر روی این مدار قرار دارد.
این مرز بر اساس معاهده ۱۸۱۸ بین آمریکا و بریتانیا تعیین شد و بر اساس آن قرار شد مرز بین دو کشور از روی مدار ۴۹ درجه شمالی ترسیم شود. با این حال به علت نارسایی روش‌های ابتدای قرن نوزدهم در ترسیم مدارهای زمین، در برخی مناطق مرز فاصله‌ای اندک با مدار ۴۹ درجه شمالی دارد. در سال ۱۹۰۹ آمریکا و کانادا موافقت کردند که مرز بین دو کشور همان مرز تعیین شده در قرارداد ۱۸۱۸ بماند و افزایش دقت ترسیم مدار ۴۹ درجهٔ شمالی تاثیری بر آن نداشته باشد.
بومی‌های کانادا مدار ۴۹ درجه شمالی را با نام خط شفا می‌شناختند، چرا که به نظر قدرتی جادویی داشت که از عبور سربازان آمریکایی جلوگیری می‌کرد.
بر روی این مدار در روز انقلاب تابستانی آفتاب برای ۱۶ ساعت و ۱۲ دقیقه و در روز انقلاب زمستانی برای ۸ ساعت و ۱۴ دقیقه در آسمان است. این مدار همچنین تقریبا کمترین عرض جغرافیایی را دارد که در آن شفق را در انقلاب تابستانی در همهٔ طول شب می‌توان دید. کمتر از یک هشتم سطح کرهٔ زمین در شمال این مدار قرار دارد. نقطهٔ تقاطع این مدار و نصف‌النهار ۲ درجه غربی مبدأ سامانه شبکه ملی ارجاع بریتانیا است.

## گذر از مناطق
از نصف‌النهار مبدأ شروع می‌شود و به سمت مشرق ۴۹ درجه شمالی از موارد زیر گذر می‌کند:
| مختصات‌ها                                             | کشور، قلمرو یا دریا                 | توضیحات |
| ---------------------------------------------------- | ----------------------------------- | --- |
| ۴۹°۰′ شمالی ۰°۰′ شرقی / ۴۹٫۰۰۰°شمالی ۰٫۰۰۰°شرقی      | فرانسه                              | نرماندی سفلی نرماندی علیا ایل-دو-فرانس پیکاردی شامپانی آردن لورن آلزاس لورن آلزاس |
| ۴۹°۰′ شمالی ۸°۴′ شرقی / ۴۹٫۰۰۰°شمالی ۸٫۰۶۷°شرقی      | آلمان                               | راینلاند-فالتز بادن-وورتمبرگ (از مرکز شهر کارلسروهه می‌گذرد) بایرن |
| ۴۹°۰′ شمالی ۱۳°۲۴′ شرقی / ۴۹٫۰۰۰°شمالی ۱۳٫۴۰۰°شرقی   | جمهوری چک                           | |
| ۴۹°۰′ شمالی ۱۵°۰′ شرقی / ۴۹٫۰۰۰°شمالی ۱۵٫۰۰۰°شرقی    | اتریش                               | حدود ۴٫۸ کیلومتر (۳ مایل) |
| ۴۹°۰′ شمالی ۱۵°۴′ شرقی / ۴۹٫۰۰۰°شمالی ۱۵٫۰۶۷°شرقی    | جمهوری چک                           | حدود ۵ کیلومتر (۳ مایل) |
| ۴۹°۰′ شمالی ۱۵°۸′ شرقی / ۴۹٫۰۰۰°شمالی ۱۵٫۱۳۳°شرقی    | اتریش                               | حدود 120 m |
| ۴۹°۰′ شمالی ۱۵°۸′ شرقی / ۴۹٫۰۰۰°شمالی ۱۵٫۱۳۳°شرقی    | جمهوری چک                           | |
| ۴۹°۰′ شمالی ۱۷°۵۷′ شرقی / ۴۹٫۰۰۰°شمالی ۱۷٫۹۵۰°شرقی   | اسلواکی                             | |
| ۴۹°۰′ شمالی ۲۲°۳۲′ شرقی / ۴۹٫۰۰۰°شمالی ۲۲٫۵۳۳°شرقی   | اوکراین                             | |
| ۴۹°۰′ شمالی ۳۹°۴۲′ شرقی / ۴۹٫۰۰۰°شمالی ۳۹٫۷۰۰°شرقی   | روسیه                               | استان روستوف استان ولگوگراد |
| ۴۹°۰′ شمالی ۴۶°۵۵′ شرقی / ۴۹٫۰۰۰°شمالی ۴۶٫۹۱۷°شرقی   | قزاقستان                            | |
| ۴۹°۰′ شمالی ۸۶°۴۴′ شرقی / ۴۹٫۰۰۰°شمالی ۸۶٫۷۳۳°شرقی   | چین                                 | سین‌کیانگ |
| ۴۹°۰′ شمالی ۸۷°۵۵′ شرقی / ۴۹٫۰۰۰°شمالی ۸۷٫۹۱۷°شرقی   | مغولستان                            | |
| ۴۹°۰′ شمالی ۱۱۶°۸′ شرقی / ۴۹٫۰۰۰°شمالی ۱۱۶٫۱۳۳°شرقی  | چین                                 | مغولستان داخلی هیلونگ‌جیانگ |
| ۴۹°۰′ شمالی ۱۳۰°۰′ شرقی / ۴۹٫۰۰۰°شمالی ۱۳۰٫۰۰۰°شرقی  | روسیه                               | استان آمور استان خودگردان یهودی سرزمین خاباروفسک |
| ۴۹°۰′ شمالی ۱۴۰°۲۱′ شرقی / ۴۹٫۰۰۰°شمالی ۱۴۰٫۳۵۰°شرقی | تنگه تاتار                          | |
| ۴۹°۰′ شمالی ۱۴۲°۱′ شرقی / ۴۹٫۰۰۰°شمالی ۱۴۲٫۰۱۷°شرقی  | روسیه                               | جزیرهٔ ساخالین |
| ۴۹°۰′ شمالی ۱۴۲°۵۷′ شرقی / ۴۹٫۰۰۰°شمالی ۱۴۲٫۹۵۰°شرقی | دریای اختسک                         | Gulf of Patience |
| ۴۹°۰′ شمالی ۱۴۴°۲۶′ شرقی / ۴۹٫۰۰۰°شمالی ۱۴۴٫۴۳۳°شرقی | روسیه                               | جزیرهٔ ساخالین |
| ۴۹°۰′ شمالی ۱۴۴°۲۷′ شرقی / ۴۹٫۰۰۰°شمالی ۱۴۴٫۴۵۰°شرقی | دریای اختسک                         | Passing between the جزیرهٔ Kharimkotan و Ekarma in روسیه's جزایر کوریل chain |
| ۴۹°۰′ شمالی ۱۵۴°۲۲′ شرقی / ۴۹٫۰۰۰°شمالی ۱۵۴٫۳۶۷°شرقی | اقیانوس آرام                        | |
| ۴۹°۰′ شمالی ۱۲۵°۴۱′ غربی / ۴۹٫۰۰۰°شمالی ۱۲۵٫۶۸۳°غربی | کانادا                              | بریتیش کلمبیا - جزیره ونکوور, Thetis Island و Galiano Island |
| ۴۹°۰′ شمالی ۱۲۳°۳۴′ غربی / ۴۹٫۰۰۰°شمالی ۱۲۳٫۵۶۷°غربی | تنگه جورجیا                         | |
| ۴۹°۰′ شمالی ۱۲۳°۵′ غربی / ۴۹٫۰۰۰°شمالی ۱۲۳٫۰۸۳°غربی  | کانادا / ایالات متحده آمریکا border | بریتیش کلمبیا / ایالت واشینگتن (Point Roberts) |
| ۴۹°۰′ شمالی ۱۲۳°۲′ غربی / ۴۹٫۰۰۰°شمالی ۱۲۳٫۰۳۳°غربی  | Boundary Bay                        | Semiahmoo Bay |
| ۴۹°۰′ شمالی ۱۲۲°۴۵′ غربی / ۴۹٫۰۰۰°شمالی ۱۲۲٫۷۵۰°غربی | کانادا / ایالات متحده آمریکا border | بریتیش کلمبیا / ایالت واشینگتن بریتیش کلمبیا / آیداهو بریتیش کلمبیا / مونتانا آلبرتا / مونتانا ساسکاچوان / مونتانا ساسکاچوان / داکوتای شمالی مانیتوبا / داکوتای شمالی مانیتوبا / مینه‌سوتا |
| ۴۹°۰′ شمالی ۹۵°۱۷′ غربی / ۴۹٫۰۰۰°شمالی ۹۵٫۲۸۳°غربی   | Lake of the Woods                   | گذر کردن از جنوب Big Island و Bigsby Island, انتاریو, کانادا |
| ۴۹°۰′ شمالی ۹۴°۲۵′ غربی / ۴۹٫۰۰۰°شمالی ۹۴٫۴۱۷°غربی   | کانادا                              | انتاریو کبک (استان) |
| ۴۹°۰′ شمالی ۶۸°۳۸′ غربی / ۴۹٫۰۰۰°شمالی ۶۸٫۶۳۳°غربی   | سن لوران                            | |
| ۴۹°۰′ شمالی ۶۶°۵۸′ غربی / ۴۹٫۰۰۰°شمالی ۶۶٫۹۶۷°غربی   | کانادا                              | کبک - Gaspé Peninsula |
| ۴۹°۰′ شمالی ۶۴°۲۴′ غربی / ۴۹٫۰۰۰°شمالی ۶۴٫۴۰۰°غربی   | خلیج سنت لورنس                      | گذر کردن از جنوب جزیره آنتیکاستی, کبک, کانادا |
| ۴۹°۰′ شمالی ۵۸°۳۱′ غربی / ۴۹٫۰۰۰°شمالی ۵۸٫۵۱۷°غربی   | کانادا                              | نیوفاندلند و لابرادور - جزیرهٔ نیوفاندلند (جزیره) |
| ۴۹°۰′ شمالی ۵۳°۴۴′ غربی / ۴۹٫۰۰۰°شمالی ۵۳٫۷۳۳°غربی   | اقیانوس اطلس                        | |
| ۴۹°۰′ شمالی ۵°۳۸′ غربی / ۴۹٫۰۰۰°شمالی ۵٫۶۳۳°غربی     | کانال مانش                          | Gulf of Saint-Malo - گذر کردن از جنوب جزیرهٔ جرزی |
| ۴۹°۰′ شمالی ۱°۳۳′ غربی / ۴۹٫۰۰۰°شمالی ۱٫۵۵۰°غربی     | فرانسه                              | نرماندی سفلی |